# Nota olfativa

Pirámide de fragancias.

Las notas olfativas en perfumería son descriptores de aromas que se pueden sentir al aplicar un perfume. Las notas se dividen en tres clases: notas de cabeza /cabeza, notas de corazón/medio y notas de base; que denotan grupos de olores que se pueden sentir con respecto al tiempo posterior a la aplicación de un perfume. Estas notas se crean con el conocimiento del proceso de evaporación y el uso previsto del perfume. La presencia de una nota puede alterar la percepción de otra; por ejemplo, la presencia de ciertas notas de fondo o de corazón alterará el aroma percibido cuando las notas de cabeza sean más fuertes, y del mismo modo, el aroma de las notas de fondo en el secado hacia abajo a menudo será alterado en función de los olores de las notas de corazón.
La idea de notas se utiliza principalmente para la comercialización de fragancias finas. Los perfumistas a veces usan el término para describir aromas aproximados o el proceso de perfumería para los legos.

## Agrupación de volatilidad
Los materiales fragantes están listados por Poucher en orden de volatilidad y están agrupados bajo los respectivos coeficientes de evaporación (notas de perfume) que van de 1 a 100.
| Nota         | Coeficiente de evaporación |
| ------------ | -------------------------- |
| Notas altas  | 1 a 14 (más volátil)       |
| Notas medias | 15 a 60                    |
| Notas base   | 61 a 100 (menos volátil)   |